# 翁德班肯
翁德班肯（荷蘭語：Onderbanken）是荷蘭的一個城市和旧市鎮，位於荷蘭東南部，在行政區劃上屬於林堡省。
2019年1月1日，翁德班肯与尼特（Nuth）和斯欣嫩合并为新市镇贝克达伦（Beekdaelen）

## 外部連結
- 维基共享资源上的相關多媒體資源：翁德班肯
- Official website （页面存档备份，存于）